# Motion Trio
Motion Trio – trio akordeonowe założone w 1996 przez Janusza Wojtarowicza, lidera i autora większości kompozycji. Skład współtworzą ponadto Marcin Gałażyn i Paweł Baranek. Zespół wykonuje muzykę akordeonową w niecodzienny i niespotykany dotychczas sposób, przez co ich spektakle zdobyły uznanie wśród słuchaczy, a członkowie stali się laureatami nagrody Grand Prix 4 Międzynarodowego Konkursu Współczesnej Muzyki Kameralnej im. Krzysztofa Pendereckiego (2002).
Zespół koncertował i nagrywał między innymi z: Michałem Urbaniakiem, Bobbym McFerrinem, Tomaszem Stańką, Michaelem Nymanem,
Leszkiem Możdżerem, Krzesimirem Dębskim. Współpracował z Krzysztofem Pendereckim, Jerzym Maksymiukiem, Henrykiem Mikołajem Góreckim, Wojciechem Kilarem.
Motion Trio występowało z między innymi z Orkiestrą Symfoniczną Filharmonii Narodowej w Warszawie, Orkiestrą Polskiej Filharmonii Bałtyckiej, Orkiestrą Filharmonii Pomorskiej, Sinfoniettą Cracovią, WDR Rundfunkorchester Köln, Deutsches Filmorchester Babelsberg, Orkiestra L’Autunno, Hanseatica Chamber Orchestra.

## Dyskografia
Albumy
| Tytuł                                         | Rok  |
| --------------------------------------------- | ---- |
| Cry                                           | 1998 |
| Play-Station                                  | 2002 |
| Pictures From The Street                      | 2003 |
| Live in Vienna "SACRUM & PROFANUM"            | 2004 |
| Metropolis                                    | 2007 |
| Michael Nyman & Motion Trio                   | 2009 |
| Chopin                                        | 2010 |
| Brahms and Liszt and...                       | 2011 |
| Musorgsky.Prokofiev.Shostakovich.Khachaturian | 2012 |
| Polonium                                      | 2013 |
| Accordion Stories                             | 2018 |

Współpraca
| Acoustic Accordions (oraz Michael Nyman) | - Data: 29 grudnia 2009 - Wydawca: Michael Nyman Records   | –  |
| Nic się nie stało (oraz L.U.C.)          | - Data: 17 kwietnia 2013 - Wydawca: L.U.C./Motion Trio/EMI | 25 |
| City of Harmony (oraz L.U.C.)            | - Data: 25 maja 2013 - Wydawca: L.U.C./Motion Trio/EMI     | –  |
| „–” album nie był notowany.              |                                                            |    |

## Nagrody i wyróżnienia
| Rok  | Kategoria                      | Tytułem             | Nagroda                                              | Nota                 | Źródło |
| ---- | ------------------------------ | ------------------- | ---------------------------------------------------- | -------------------- | ------ |
| 2009 | n.d.                           | Motion Trio         | „Kobaltowa Muza” – Nagroda Fundacji „Inne Brzmienia” | Laur                 | [ 18 ] |
| 2013 | Muzyka rozrywkowa – wydarzenie | L.U.C., Motion Trio | Nagroda Muzyczna Programu Trzeciego – „Mateusz”      | Laur                 | [ 19 ] |
| 2016 | Najlepsza muzyka               | Motion Trio         | Nagroda za muzykę do filmu „Szczęście świata”        | nagroda indywidualna |        |